# Aerangis mooreana
Aerangis mooreana är en orkidéart som först beskrevs av Robert Allen Rolfe och Henry Frederick Conrad Sander och fick sitt nu gällande namn av Phillip James Cribb och Joyce Stewart. 
Aerangis mooreana ingår i släktet Aerangis och familjen orkidéer. Inga underarter finns listade i Catalogue of Life.

## Bildgalleri

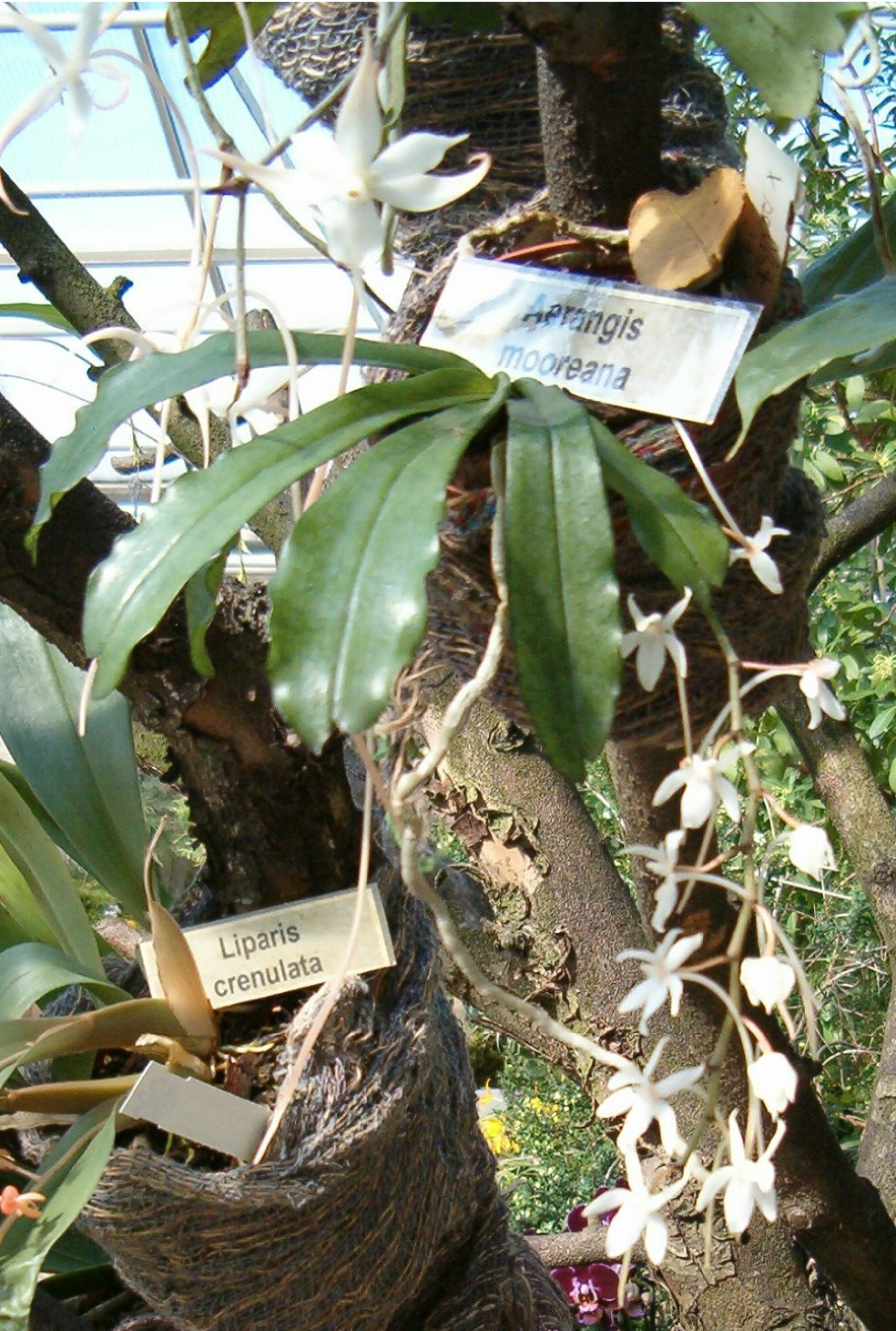